# Swiss Leaks

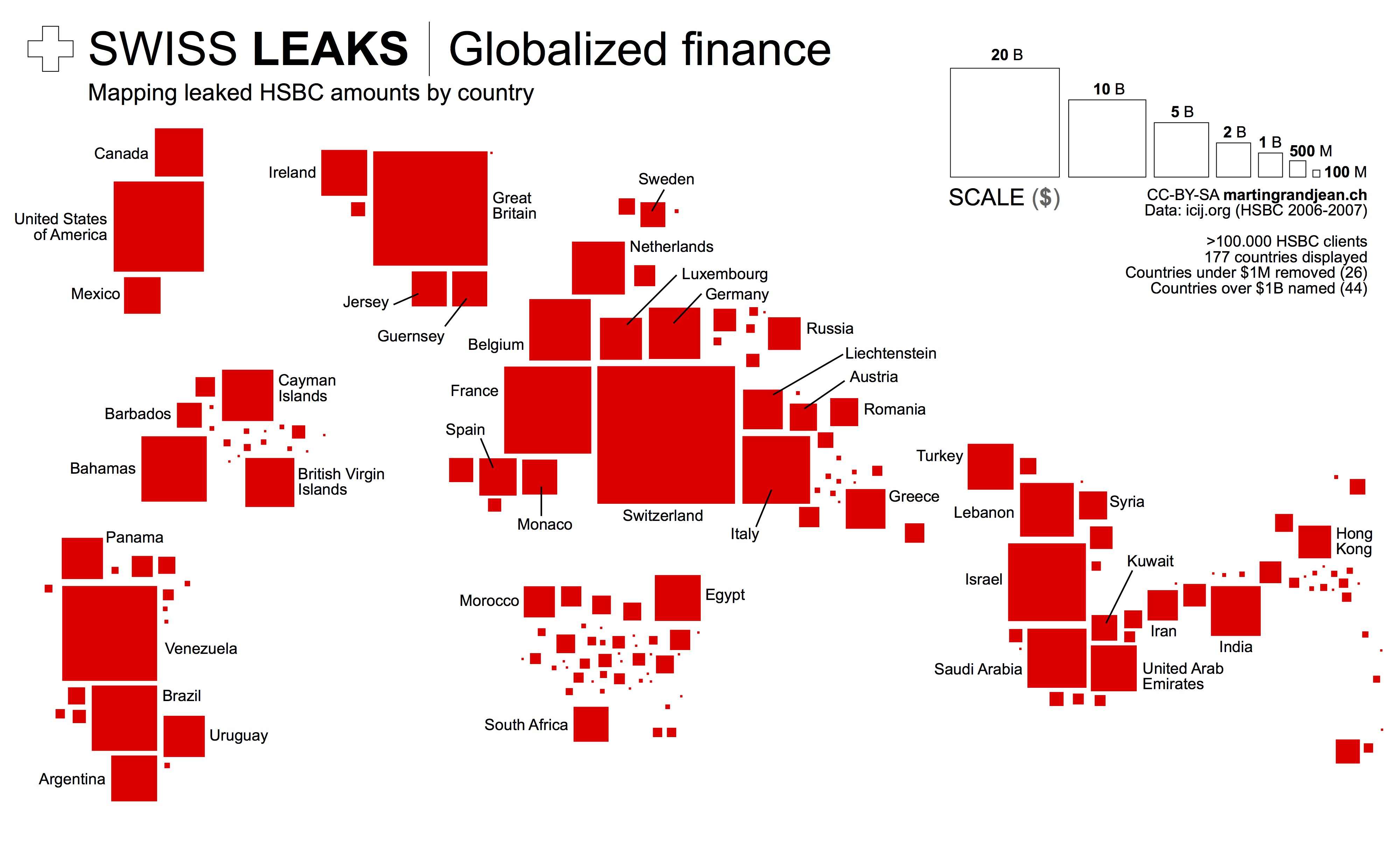
Swissleaks: mapa dels comptes de HSBC

Swiss Leaks o SwissLeaks és una investigació periodística sobre un gegantí esquema d'evasió fiscal fet amb el coneixement i encoratjament del banc britànic HSBC mitjançant la seva sucursal suïssa, HSBC Private Bank (Suisse).
Els periodistes responsables de la investigació van revelar que 180,6 milers de milions d'euros van ser moguts cap a comptes del HSBC, a Ginebra, provinents de 100.000 clients i 20.000 empreses deslocalitzades, entre els mesos de novembre del 2006 al mes de març del 2007. La revelació d'aquestes dades ha estat possible gràcies al robatori de documents privats de l'HSBC Private Bank per part d'un antic funcionari i enginyer de software, Hervé Falciani. Aquestes fitxers han estat entregats a les autoritats franceses cap al final del 2008. Les informacions divulgades són considerades com "la major filtració de la història dels bancs suïssos".
Al mes de febrer del 2015, el lloc web de l'International Consortium of Investigative Journalists (ICIJ) va divulgar més informació sobre comptes suïssos, sota el títol Swiss Leaks: Murky Cash Sheltered by Bank Secrecy (Swiss Leaks: diner negre protegit per les sigles bancàries). La investigació ha estat realitzada per me's de 130 periodistes de 45 països, entre els quals França, Estats Units i Suïssa.